# Amination
Une amination est une réaction de chimie organique au cours de laquelle un groupement amine est inséré dans une molécule organique ou à la surface d'un matériau. Cette insertion peut s'effectuer de nombreuses manières, notamment par réaction avec l'ammoniac, par réaction avec une autre amine au cours d'une réaction d'alkylation, par amination réductrice ou par la réaction de Mannich.